# أبو خالد العملة
أبو خالد العملة واسمه موسى محمود العملة (1930- 2012 م) سياسي فلسطيني، كان نائب أمين سر حركة فتح الانتفاضة، قبل أن يُفصَل منها لاتهامه بالارتباط بتنظيم فتح الإسلام.

## سيرته
انضم العملة إلى المقاومة الفلسطينية إثر أحداث أيلول الأسود سنة 1970، وكان ضمن التوجه اليساري في تنظيم المئة لجهاز القطاع الغربي سنة 1974، تولى قيادة الكتيبة الثانية لقوات اليرموك، وتولى قيادة الكتيبة السادسة في لبنان، وكان عضوًا في المجلس الثوري لحركة فتح، وأحد أهم القادة العسكريين الفلسطينيين في الحرب الأهلية اللبنانية.
```
كان أبو خالد العملة سنة 
1983
، مع 
أبو صالح
 
وأبو موسى
، من أبرز المنشقِّين الذين أسسوا 
فتح الانتفاضة
. شارك في الثمانينيات في عدَّة معارك ضد الموالين 
لياسر عرفات
. أصبح المسؤول عن التنظيمات العسكرية للحركة. في 
نوفمبر
 
2006
 اتُّهم بتشجيع تكوين 
فتح الإسلام
، وفُصل من مناصبه في الحركة فيما تحدَّثت أنباء عن قيام السلطات السورية باحتجازه مع نجله خالد وابن شقيقته.
```

## وفاته
توفي أبو خالد العملة في دمشق، بتاريخ 29 أكتوبر 2012، ودُفن فيها.